# جيمي غرايمز
جيمي غرايمز (بالإنجليزية: Jamie Grimes)‏ هو لاعب كرة قدم بريطاني في مركز الدفاع، ولد في 22 ديسمبر 1990 في نوتنغهام في المملكة المتحدة. لعب مع نادي ووستر سيتي.

## وصلات خارجية
- جيمي غرايمز على موقع قاعدة بيانات كرة القدم.إي يو (الإنجليزية)
- جيمي غرايمز على موقع Soccerbase.com (لاعب) (الإنجليزية)